# Sword Art Online
Sword Art Online (Japansk: ソードアート・オンライン) startede som en japansk light novel-serie, der var skrevet af Reki Kawahara. Serien foregår i den nære fremtid, seriens hovedperson er Kazuto "Kirito" Kirigaya. En animeserie er siden blevet produceret af A-1 Pictures og har indtil videre to sæsoner og en tredje sæson er på vej. Der har også været nogle videospil og film.

## Sceneri
Det er året 2022 og virtual reality er så udviklet at man har udviklet NerveGear, en hjelm, der stimulerer brugerens fem sanser via hjernen, så man bliver mentalt transporteret ind i spillet. Med denne udvikling er der også kommet en ny genre af spil kaldet virtual reality massively multiplayer online role-playing game (VRMMORPG), og det første spil i denne genre Sword Art Online, SAO for kort. Her møder vi også Kazuto "Kirito" Kirigaya som prøvede betaen og venter derhjemme på serverne opener siden det er udgivelsen dagen, Kazuto kommer ind i spillet og finder hurtigt ud af at han er fanget i spillet med 10.000 andre.

## Sæsoner

### Sæson 1
Sæson 1 blev først udsendt 8. juli i 2012. Kazuto "Kirito" Kirigaya sætter sit NerveGear på og begynder på SAO efter et stykke tid prøver han at logge ud men kan ikke, lidt efter bliver de 10.000 spillere teleporteret til området i begynder byen, hvor skaberen, Akihiko kayaba fortæller at de ikke kan forlade spillet medmindre de gennemføre alle "levels" som der er op til "level" 100 og hvis de dør i spillet dør de virkeligt. Sæsonen foregår i to spil, den første halvdel foregår i SAO, og den anden halvdel foregår i spillet ALfheim Online (ALO).

### Sæson 2
Sæson 2 blev udsendt 5. juli 2014 og sæsonen forgår et år efter at folk havde undslap-et fra spillet SAO. Kazuto Kirigaya bliver kontaktet om rygter om, at nogle folk i spillet Gun Gale Online var blevet myrdet i spillet, ligesom man kunne blive dræbt i SAO, så Kazuto går ind i spillet for at finde ud af, om det er noget rigtigt ved rygterne og løse mysteriet om, hvem der dræber. Under hans "rejse" gennem spillet kommer han med i en turringning.

## Spil
Der er indtil videre 6 videospil og en masse mobilspil. 
- Sword Art Online: Infinity Moment som blev udgivet 14. marts 2013, spillet havde solgt mere end 200.000 kopier i april 2013.
- Sword Art Online: Hollow Fragment spillet blev udgivet 24. april 2014, spillet er kun på PlayStation Vita (PS Vita).
- Sword Art Online: Lost Song blev udgivet 26. marts 2015.
- Sword Art Online: Hollow Realization blev udgivet 27. oktober 2016.
- Accel World VS Sword Art Online: Millennium Twilight blev udgivet 16. marts 2017.
- Sword Art Online: Fatal Bullet blev udgivet 8. februar 2018.[4]